# أحبك يا حسن (فلم)
أحبك يا حسن فيلم مصري من إنتاج عام 1958، بطولة نعيمة عاكف وشكري سرحان، إنتاج وإخراج حسين فوزي.

## قصة الفيلم
في حارة «العوالم» بشارع محمد علي تنشأ قصة حب بين «حسن» الذي أرسله والده الثري ليدرس الهندسة في الجامعة.. فدرس بجانبها الموسيقى واحترف العزف مع الفرق الموسيقية التي تقطن تلك الحارة.. وبين «سكرة» فتاة فقيرة جميلة هربت من استغلال زوج أمها لها.. وحضرت إلى القاهرة لتقيم مع خالها ضارب الطبلة الذي يشارك حسن السكن في بدروم أحد منازل الحارة.. ويعجب بها الشاب ويرى فيها استعداد فني طيب. وسذاجة وإخلاصًا فيقع في حبها وتبادله هي الحب.. ثم تحضر ابنة عم الشاب لتبحث عنه موفدة من والده الذي كان غاضبًا عليه لاحترافه الموسيقى.. وتعرض عليه أن يعود إلى والده ليتولى عنه إدارة مصنعه الكبير ويتزوجها.. لكنه يرفض ذلك العرض المغري مفضلاً البقاء بجانب فتاته وآلاته.. وتعلم الراقصة بقصة خلافه مع والده فتدبر مع خالها خطة لإقناعه بالعودة إلى والده بأن تتظاهر بأنها لا تحبه.. ويذهب فعلاً لإدارة المصنع لكنه سرعان ما يتركه ويعود إلى الحارة.. وإلى فنه وإلى فتاته.. ويقع والده الثري في غرام نفس الراقصة ويحاول إغراءها لكنها تصده.. فيستعين ببلطجي الحارة دانص ليسهل جريمة تلقيه في السجن ليزيحه من طريقها، فتعمل الفتاة جهدها لإنقاذه، وتظهر الحقيقة.

## بطولة
- نعيمة عاكف: (سكرة)
- شكري سرحان: (حسن)
- إستفان روستي: (رجب - والد حسن)
- عبد المنعم إبراهيم: (حنفي الطبال)
- توفيق الدقن: (عبده دانس)
- حورية حسن: (أحلاهم)
- نادية نور: (نادية - ابنة عم حسن)
- كامل أنور: (مبروك أفندي)
- عبد الحميد بدوي
- عبد الغني النجدي
- عبد المنعم بسيوني
- سعاد أحمد: (المعلمة)
- حافظ أمين
- عبد المنعم إسماعيل: (الكمسري)
- منير الفنجري
- حسين إسماعيل
- عبد الحليم القلعاوي

## فريق العمل
- إخراج: حسين فوزي
- قصة وسيناريو: حسين فوزي
- حوار: زكريا الحجاوي
- كلمات الأغاني: مرسي جميل عزيز
- ألحان: محمد الموجي
- إنتاج: حسين فوزي
- مدير الإنتاج: حسن موافي
- موزع: منتخبات بهنا فيلم
- مونتاج: سعيد الشيخ، حسين عفيفي
- نيجاتيف: أنجا وميلا
- مركب الفيلم: جميل عبد العزيز
- مدير التصوير: مصطفى حسن
- مصور: كمال كريم
- تم التصوير في ستوديو مصر
- نم الطبع والتحميض في ستوديو مصر

## أغاني الفيلم
- اضحك يا حزين

غناء: نعيمة عاكف

تأليف: مرسي جميل عزيز، ألحان: محمد الموجي
- يا أبو الطاقية الشبيكة

غناء: حورية حسن

تأليف: مرسي جميل عزيز، ألحان: محمد الموجي
- من حبي فيك يا جاري

غناء: حورية حسن

تأليف: مرسي جميل عزيز، ألحان: محمد الموجي

## الرقصات والاستعراضات
الرقصات من ابتكار وتنفيذ نعيمة عاكف مع فرقتها باليه نفرتيتي
- استعراض المماليك

أداء: نعيمة عاكف

ألحان: عبد الحليم نويرة
- استعراض احبك يا حسن

أداء: نعيمة عاكف

ألحان: عبد الحليم نويرة
- رقصة المامبو

أداء: نعيمة عاكف

كلمات: أحمد حلاوة، ألحان: علي إسماعيل
- رقصة حسن

أداء: نعيمة عاكف

ألحان: أحمد فؤاد حسن

## وصلات خارجية
- مقالات تستعمل روابط فنية بلا صلة مع ويكي بيانات
- صفحة الفيلم في قاعدة بيانات الأفلام العربية